# Saint-Christaud, Haute-Garonne

Saint-Christaud este o comună în departamentul Haute-Garonne din sudul Franței. În 2009 avea o populație de 261 de locuitori.

## Evoluția populației
| An        | 1975 | 1982 | 1990 | 1999 | 2006 | 2009 |
| --------- | ---- | ---- | ---- | ---- | ---- | ---- |
| Populație | 181  | 199  | 223  | 229  | 249  | 261  |